# Кальштадт
Кальштадт (нем. Kallstadt) — община в Германии, в земле Рейнланд-Пфальц. 
Входит в состав района Бад-Дюркхайм. Подчиняется управлению Фрайнсхайм.  Население составляет 1206 человек (на 31 декабря 2010 года). Занимает площадь 6,58 км².

## Факты
- Дедушка и бабушка будущего президента США Дональда Трампа со стороны отца были немецкими иммигрантами: Фредерик Трамп (при рождении Фридрих Трумп, родился 14 марта 1869 года в Кальштадте, иммигрировал в Соединённые Штаты в 1885 году, получил гражданство в 1892 году; его жена — Элизабет Крист[4]. Поженились они также в Кальштадте в 1902 году. C 1608 по 1794 год жившие в Кальштадте предки Трампа являлись подданными княжеского дома Лейнингенов, члены которого состоят в родстве с членами монархических династий Германии, Великобритании и России.
- В Кальштадте родился отец американского пищевого промышленника Генри Хайнца (1844—1919), троюродного брата Фредерика Трампа.